# Südwolle

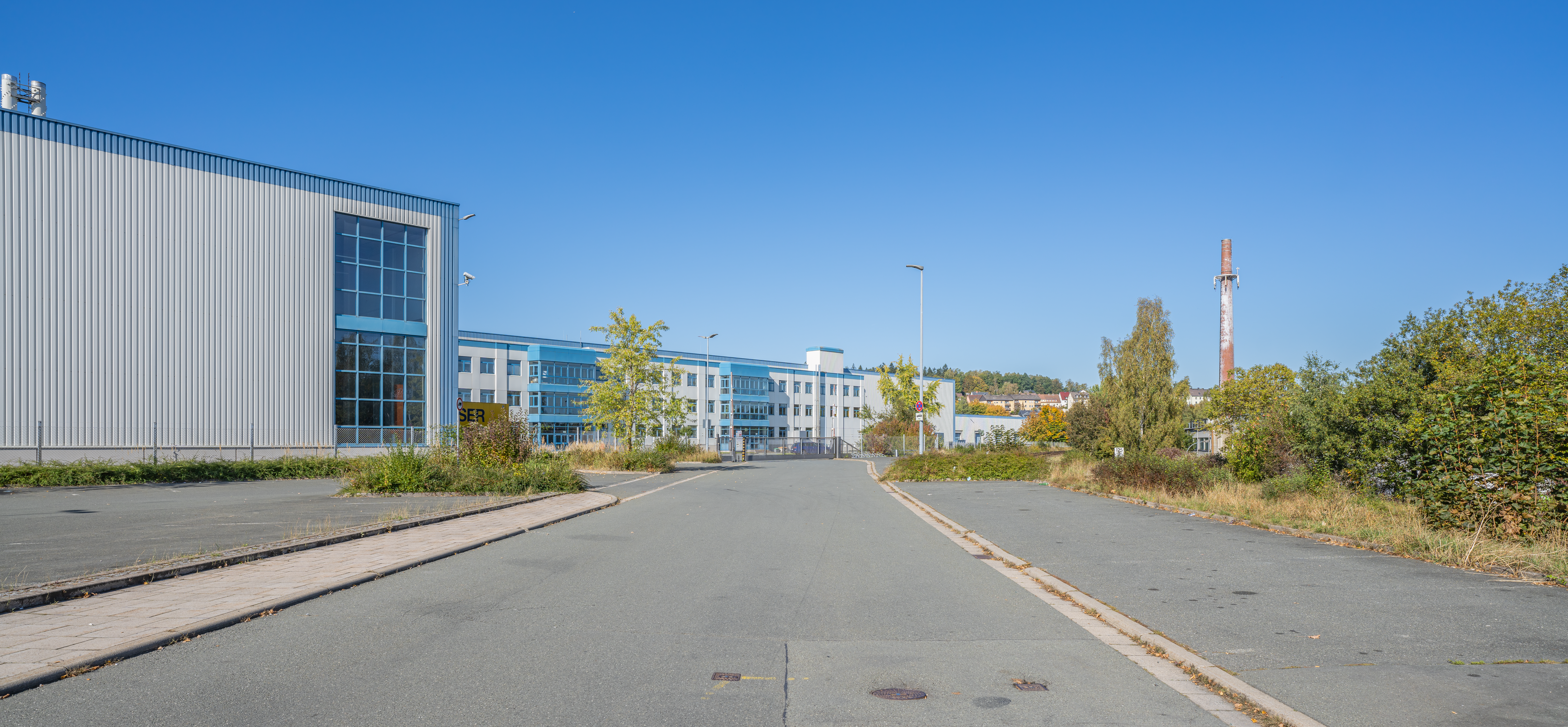
Südwolle als Teil des Hoftex Industrial Parks in Hof-Moschendorf

Die Südwolle Group GmbH mit Hauptsitz in Schwaig bei Nürnberg ist ein Textilveredler und ein großer Hersteller von Kammgarn innerhalb Deutschlands. 
Die Südwolle Group GmbH bildet den Kern der Südwolle Group und ist eine vollständige Tochter der ERWO Holding AG, zu der auch 84 % der Hoftex Group gehört. Seit 2010 ist die ehemalige Kammgarnspinnerei Stöhr Teil des Unternehmens. Die Südwolle Group GmbH wurde 1966 durch die Brüder Erhart und Wolfgang Steger gegründet und expandierte ab den 1970er Jahren durch die Errichtung und den Kauf mehrerer Spinnereien.